# Stationsbrug (Middelburg)
De Stationsbrug in Middelburg is een brugverbinding, die het Kanaal door Walcheren overspant, en de Stationsstraat met de Kanaalweg verbindt.
De brug  is een metalen draaibrug met een draaipijler in het midden. De brugverbinding werd in 1871 in gebruik genomen, nadat het kanaal was aangelegd. Ook de treinverbinding, en het Station Middelburg dateren uit deze periode. Op 5 november 1944 werd de brug opgeblazen bij de Slag om de Schelde, een dag voor de bevrijding van Middelburg. De huidige draaibrug werd in 1950 gebouwd en voor verkeer opengesteld in 1951.

## Renovatie
In 2019-2020 werd de brug vernieuwd. Het houten dek is vervangen door een stalen dek, de aandrijving van de draaibrug is vernieuwd en er is een nieuwe (stalen) aanbrug geplaatst. Ook kreeg de brug een nieuw kleur: het oorspronkelijke grijs werd vervangen door patinakopergroen, als referentie naar de kleur van de koperbekleding op de torenspits van de Abdijtoren. De renovatie werd vertraagd doordat de oude verf de giftige stof chroom-6 bleek te bevatten. Na de renovatie was zij 40 ton lichter geworden. Het verwijderen van de vele verflagen maakte al een verschil van 5 à 6 ton.

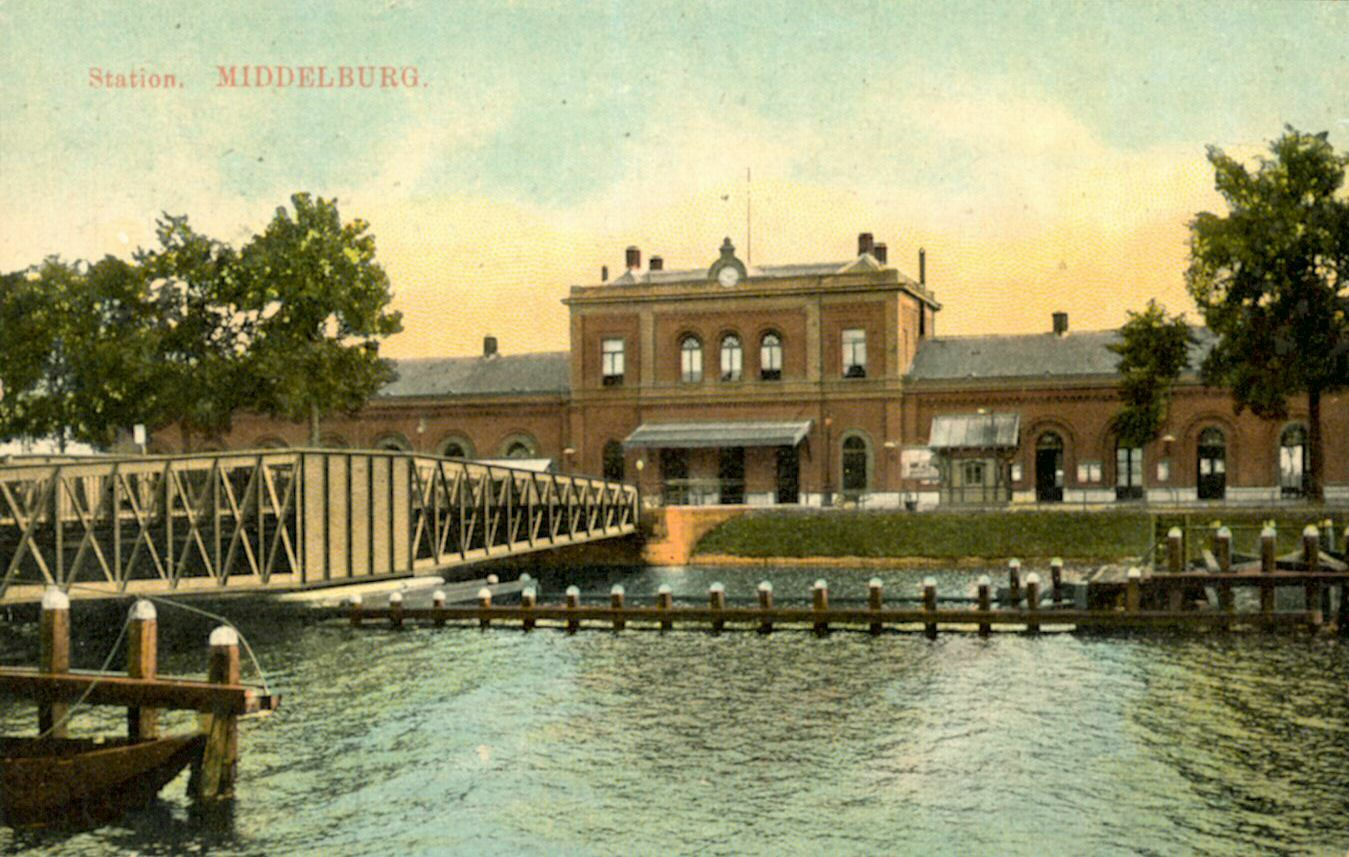
Zicht op Station Middelburg en de voormalige Stationsbrug (ca. 1915)
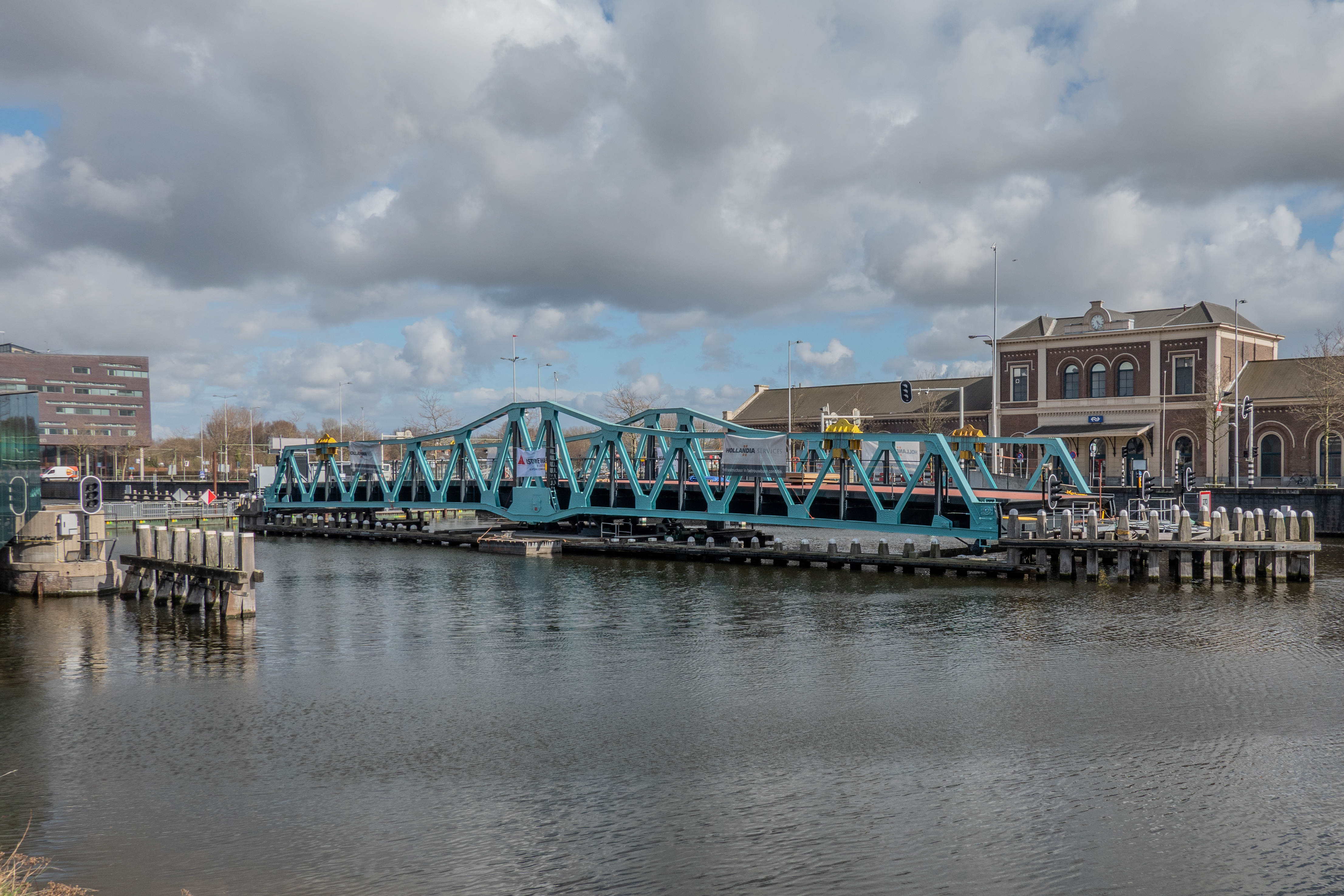
Terugplaatsen van de huidige Stationsbrug na renovatie (maart 2020)